# Archibald Joseph Cronin
Archibald Joseph (A. J.) Cronin (Cardross  (Schotland), 19 juli 1896 – Montreux (Zwitserland), 6 januari 1981) was een Schots auteur en arts. Hij is het meest bekend om The Stars Look Down, The Citadel en The Keys of the Kingdom. Hij voltooide zijn studie medicijnen in 1925 aan de Universiteit van Glasgow. Cronin ligt begraven in La Tour-de-Peilz, Zwitserland. Op basis van zijn verhalen over de plattelandsarts Finley kwam in de jaren 1960 in Nederland de televisieserie Memorandum van een dokter tot stand.